# التعقيد في أسوأ حالة
في علوم الكمبيوتر ( نظرية التعقيد الحسابي تحديداً )، تقوم أسوأ حالة تعقيد بقياس الموارد (مثل الوقت عند التشغيل والذاكرة ) التي تحتاجها الخوارزمية مع الأخذ في الاعتبار إدخالًا بحجم اصطلاحي (يشار إليه عادةً باسم n في التدوين المقارب ). لإعطاء اكبر حد للموارد التي تحتاجها الخوارزمية .
في حالة زمن تشغيل الخوارزمية ، تشير أسوأ حالة تعقيد للزمن إلى أطول وقت لتنفيذ الخوارزمية عند إدخال بحجم n ، مما يضمن أن الخوارزمية ستنتهي في الوقت المشار إليه. يستخدم ترتيب النمو (مثل الخطي O(n) ، اللوغاريتمي O(log n) ) بشكل شائع لقياس أسوأ حالة تعقيد والمقارنة بين كفاءة الخوارزميات .
يجب مقارنة أسوء حالة تعقيد لخوارزمية ما مع متوسط تعقيدها ، وهو مقياس متوسط لكمية الموارد التي تستخدمها الخوارزمية عند إدخال عشوائي.